# Systemische Therapie
Systemische Therapie (teils auch Systemische Psychiatrie, Systemische Familientherapie oder Systemische Psychotherapie) ist ein psychotherapeutisches Verfahren, dessen Schwerpunkt auf dem sozialen Kontext psychischer Störungen, insbesondere auf Interaktionen zwischen Mitgliedern der Familie und deren sozialer Umwelt liegt. In Abgrenzung zur Psychoanalyse betonen manche Vertreter dieser Therapierichtung die Bedeutung impliziter Normen des Zusammenlebens für das Zustandekommen und die Überwindung psychischer Störungen (Familienregeln). Allerdings berücksichtigen auch andere Therapieformen wie zum Beispiel die Kognitive Kurzzeittherapie den 'systemischen' Aspekt. Die Systemische Therapie unterscheidet sich nach Angaben ihrer Vertreter unter anderem dadurch, dass weitere Mitglieder des für den Patienten relevanten sozialen Umfeldes in die Behandlung einbezogen werden. Seit Ende 2018 ist die Systemische Therapie in Deutschland für Erwachsene im Leistungskatalog der gesetzlichen Krankenkasse, seit Januar 2024 auch für Kinder und Jugendliche.

## Theoriegeschichte
Familientherapeutisches Denken entwickelte sich ab 1950 durch Nathan Ackerman. Ackerman begann, wenn eine Störung bei einem Kind vorlag, die gesamte Familie einzubeziehen. Als Schüler von Ackerman entwickelte Salvador Minuchin die strukturelle Familientherapie. In der strukturellen Familientherapie erhält die Unterscheidung familiärer Subsysteme (wie Eltern-, Kind-Systeme) hohen Stellenwert. Als Schüler von Minuchin mitentwickelte Jay Haley die strategische Familientherapie. Jay Haley beschrieb mit dem perversen Dreieck eine in Familien häufig grundlegend dysfunktionale (Kommunikations-)Struktur, was als (dysfunktionale) Triade in die Familientherapie Einzug fand und noch heute als relevantes Störungsmuster Beachtung findet.
In den 1950er Jahren arbeitete Virginia Satir bereits mit Familienskulpturen. 1956 wurde in einem Forschungsbericht die Wirkung von Doppelbotschaften als paradoxes Kommunikationsmuster in zwischenmenschlichen Beziehungen und die wissenschaftsgeschichtlich prominente „Doppelbindungstheorie“ (engl. „double bind theory“) veröffentlicht. Eine wichtige Voraussetzung dieser Entwicklungen waren die Vorarbeiten zum Themenkomplex Kybernetik durch Norbert Wiener. Auf dieser Basis entwickelte sich dann das neue Konzept der Familientherapie. Der problemlösende Ansatz der systemischen Therapie wurde in den fünfziger Jahren am Mental Research Institute (MRI) in Palo Alto (Kalifornien) von Don D. Jackson, Gregory Bateson, John Weakland und Richard Fisch entwickelt. Es entstand die Palo-Alto-Gruppe, aus der viele wichtige Familientherapeuten inspiriert wurden.
Die systemische Familientherapie entstand mit Mara Selvini Palazzoli und ihrer Mailänder Gruppe ab 1971. 1973 veröffentlichte Iván Böszörményi-Nagy seine Invisible loyalties. Reciprocity in intergenerational family therapy, was als frühes Grundlagenwerk der Familientherapie gilt. Iván Böszörményi-Nagy gilt als wesentlich für die Mehrgenerationen-Perspektive. Von ihm stammen die Begrifflichkeiten Loyalität, Parentifizierung, Ausgleich (der Beziehungskonten bzw. Gerechtigkeit) und Ordnung in familientherapeutischen Kontexten.
Die anfängliche Gleichsetzung von Familie und System war zwar prägend in der Gründungsphase der Systemischen Therapie, rückte aber ab den 1980ern in den Hintergrund (konstruktivistische Wende). Im Laufe der Zeit haben sich methodisches Vorgehen und zugrundeliegende Prämissen differenziert, so dass sich heute mehrere Schulen voneinander abgrenzen: strukturelle und strategische Familientherapie, aber auch Familientherapie mit mehreren Generationen (Mailänder Modell und Heidelberger Schule), narrative Ansätze (nach Michael White oder Harold A. Goolishian), Familienskulpturen nach Virginia Satir, die lösungsorientierten Ansätze der Schule von Milwaukee.
Gegenwärtig orientiert sich die Systemische Therapie an drei übergeordneten Theoriesträngen:
- Selbstorganisation[20]
- Autopoiesis (Luhmann 1984)
- Narrativer Ansatz[21]

### Das Mailänder Modell
Einen wesentlichen theoriegeschichtlichen, aber auch praktischen Ansatz in der (systemischen) Familientherapie stellt das Mailänder Modell der Gruppe um Mara Selvini Palazzoli, Luigi Boscolo, Gianfranco Cecchin und Giuliana Prata dar. Sie wurden kontinuierlich unterstützt von Paul Watzlawick, der regelmäßig nach Mailand reiste und die Ergebnisse des dortigen Zentrums für Familientherapie mit den Therapeuten diskutierte. Die Mailänder Gruppe erzielte in kurzer Zeit Erfolge bei schizophrenen Familienmitgliedern und bei Essstörungen.
Eine prägende Methodik und Vorläufer des reflektierenden Teams war die Zwei-Kammer-Methode, bei der Therapeut und Klienten in einem Raum saßen und räumlich getrennt von den Co-Therapeuten beobachtet wurden. Diese verfolgen die Therapie durch Einwegscheibe oder Videoübertragung. Behandelnde und beobachtende Therapeuten besprechen das Konzept der Therapiesitzung (Hypothesendiskussion). Das Gespräch führt der eigentliche Therapeut. Gegebenenfalls halten Therapeut und Co-Therapeut(en) während kurzer Unterbrechungen Rücksprache. Nach Ende des Gesprächs berät sich das Therapeutenteam, um eine optimale Abschlussintervention (z. B. eine Hausaufgabe oder eine Symptomdeutung) zu finden, die den Klienten direkt im Anschluss mitgeteilt wird. Sinn dieser Intervention ist, das System (aus Familienmitgliedern und wichtigen anderen Personen) in ihren Interaktionsmustern zu verstören und sekundär die beklagte Symptomatik zu verändern.

### Reflecting Team
Vom norwegischen Sozialpsychiater Tom Andersen wurde das therapeutische Setting um das so genannte Reflecting Team erweitert. Dabei tauschen (in der Regel) am Ende einer Therapiesitzung Therapeut und Klient(en) mit dem Co-Therapeuten-Team die Plätze. Therapeut und Klient(en) beobachten nun, wie das Co-Therapeuten-Team das bisherige Geschehen aus ihrer Sicht in einer hilfreichen und unterstützenden Art und Weise reflektiert. Der erhöhte Aufwand (mehrere Therapeuten) bringt eine höhere Vielfalt der Perspektiven, vermindere Therapiefehler und Einseitigkeiten und werde mit hoher Effektivität belohnt.

### Virginia Satir
Virginia Satir gilt als Mutter der systemischen Therapie. Sie hat das systemische Repertoire und die Methodik erweitert und weiterentwickelt – durch Familienskulptur, Familienrekonstruktion, Parts Party. Dadurch können biographische Muster und generationsübergreifende Problemstellungen entdeckt und bearbeitet werden, bzw. bei der Parts Party eigene Persönlichkeitsanteile sichtbar gemacht und integriert werden. Satirs Arbeit gilt als Vorläuferin der systemischen Aufstellungsarbeit. Die Amerikanerin Virginia Satir gab viele Seminare in Europa und beeinflusste nicht nur die systemische Psychotherapie, sondern war neben Fritz Perls (Gestalttherapie) und Milton H. Erickson (Hypnotherapie) Vorbild für das Neuro-Linguistische Programmieren (NLP).

### Inneres Team
Die Arbeit von Virginia Satir gab auch Inspiration für das „Innere Team“ (1998), ein Modell des Hamburger Psychologen Friedemann Schulz von Thun, um Persönlichkeitsanteile und deren Eigenschaften bewusst zu machen. Schulz von Thun spricht von der „Pluralität des menschlichen Innenlebens“. Das Modell vom Inneren Team wurde in den Jahren ab 1998 zunehmend für Psychotherapie und Coaching benutzt, um Persönlichkeitsanteile oder Symptome systemisch aufzustellen (Werner A. Messerig). Als Setting werden häufig bezeichnende Platzhalter als Bodenanker benutzt, es eignet sich aber ebenso das Systembrett.

### Heidelberger Schule
Die Heidelberger Schule hat sich in den 1980er Jahren an der Abteilung für psychoanalytische Grundlagenforschung und Familientherapie der Universität Heidelberg in fachlicher Zusammenarbeit mit der Palo-Alto-Gruppe Mental Research Institute  (MRI) in Palo Alto/Kalifornien und der Gruppe um Mara Selvini Palazzoli (Centro per lo Studio e Terapia della famiglia) in Mailand entwickelt. Ihre Mitbegründer waren neben dem deutschen Psychoanalytiker und Pionier der Familientherapie Helm Stierlin u. a. Gunthard Weber, Fritz B. Simon, Gunther Schmidt und Jochen Schweitzer. Zu Stierlins Mitarbeitern zählten auch Arnold Retzer, Hans Rudi Fischer und Ingeborg Rücker-Embden-Jonasch.

### Narrativer Ansatz
Beeinflusst von Michel Foucault (1980) wird der in der Systemischen Therapie häufig angewandte narrative Ansatz auf Michael White (1990) und David Epston (1992) zurückgeführt. Dabei handelt es sich um ein poststrukturalistisches Postulat, dass individuale sowie gesellschaftliche Phänomene aus sprachlichen Überlieferungen und anschließenden Manifestationen von Wirklichkeitskonstruktionen resultieren. Die Identität des Individuums wird demnach als narrativ gebildet und insofern als de- bzw. rekonstruierbar verstanden.
Therapeutischer Dialog und Autonomie des Klienten
Als Leitfiguren des narrativen Ansatzes gelten außerdem Harold A. Goolishian und Harlene Anderson (1988), die den therapeutischen Dialog sowie die Autonomie des Klienten in der Systemischen Therapie begründeten.

### Hypnosystemischer Ansatz
Gunther Schmidt begründete die Hypnosystemische Therapie, die Systemische Therapie mit Hypnotherapie (nach Milton Erickson) kombiniert. Er ist ärztlicher Direktor der von ihm mit gegründeten sysTelios Klinik. Im deutschsprachigen Raum trug er mit seinen Beiträgen zur lösungsorientierten Wende in der systemischen Paar- und Familientherapie bei.

### Aufstellungsarbeit
Während die Familienaufstellung nach Hellinger von der Systemischen Therapie als „zu phänomenologisch“ und „zu direktiv“ abgelehnt wird, werden Systemaufstellungen, wenn diese dem narrativ-konstruktivistischen Ansatz entsprechen, heute in der Systemischen Therapie im deutschen Sprachraum hauptsächlich nach Insa Sparrer und Matthias Varga von Kibéd durchgeführt.

### Schule von Milwaukee
Insoo Kim Berg und Steve de Shazer konzipierten in Milwaukee die lösungsfokussierte Kurzzeittherapie. Philosophisch beeinflusst vom österreichischen Philosophen Ludwig Wittgenstein geht dieser Ansatz davon aus, dass Problem und Lösung zwei verschiedenen Welten angehören. Die Problemstellung tritt in den Hintergrund, ebenso die Familie als System (mit den Familienmitgliedern als Entitäten). Von Milton H. Erickson inspiriert, versteht Steve de Shazer das gesamte „Therapiegeschehen“ als Prozess der Entwicklung und Loslösung vom jeweiligen Problem. Wichtige Instrumente der lösungsfokussierten Kurzzeittherapie sind eine Problemskalierung (zwischen 1 und 10 nach Belastungsgrad) und der Interventionsablauf, der als Wunderfrage bezeichnet wird („Wenn über Nacht ein Wunder geschehen würde, dein Problem über Nacht verschwunden wäre, woran würdest du es [nach dem Erwachen] merken?“).

## Vorgehensweisen
Als wichtigster Startpunkt einer Systemischen Therapie hat sich eine möglichst präzise Auftragsklärung im Verhältnis von Therapeut und Klient/Kunde (die Bezeichnung Patient wird überwiegend abgelehnt) herausgebildet. Sind Ziele konkretisiert und für Klienten/Kunden und Therapeuten akzeptabel, kann die eigentliche Therapie beginnen. Sollte sich eine Therapie über mehrere Sitzungen erstrecken, empfiehlt sich eine gelegentliche neue Auftragsklärung, da sich Ziele über die Zeit einer Therapie ändern können. Als präferierte Form werden wenige Termine pro Therapie mit wenn möglich größeren zeitlichen Abständen zwischen den einzelnen Sitzungen gesehen, in denen die Klienten/Kunden eventuelle neue Erkenntnisse aus den Sitzungen in ihrer eigenen Lebenspraxis ausprobieren und/oder so genannte Hausaufgaben erledigen können. Insofern zeichnet sich die systemtherapeutische Vorgehensweise durch Sparsamkeit aus, die den Schwerpunkt auf Eigeninitiative des Klienten/Kunden setzt.
Gebräuchliche Techniken, Interventionen und Methoden sind u. a.:
- Zirkuläre Fragen, die auf den vermuteten Standpunkt Dritter (auch Anwesender) abzielen
- Skalenfragen, zur Verdeutlichung von Unterschieden und Fortschritten
- Positives Konnotieren und Herausarbeiten der positiven Aspekte von problematischen Sachverhalten
- Reframing von Sachverhalten, um Bedeutungs- bzw. Interpretationsveränderungen anzuregen
- Paradoxe Intervention, i. d. R. Verschreibung des problematischen Verhaltens, um Automatismen zu verändern
- Metaphernarbeit, Parabeln und Geschichten als Umgehungstechnik für potentielle „Widerstände“
- Skulptur, Darstellen von Familienbeziehungen als Standbild aus Personen im Raum
- Soziogramm, die grafische Darstellung der sozialen Beziehungen
- Psychodramatische Techniken wie Rollenwechsel und Rollentausch[28]
- Reflecting Team
- Hausaufgaben diverser und individuell angepasster Art zur Erledigung zwischen den Sitzungen

## Fachbereichliche Anerkennung
In Deutschland wurde Ende 2008 die Systemische Therapie durch den Wissenschaftlichen Beirat Psychotherapie als wissenschaftlich anerkanntes Verfahren eingestuft. Folgende Anwendungsbereiche in der Behandlung von Erwachsenen wurden anerkannt.
- affektive Störungen (ICD-10: F3x),
- Essstörungen (ICD-10: F50),
- psychische und soziale Faktoren bei somatischen Krankheiten (ICD-10: F54),
- Missbrauch und Abhängigkeiten (substanzgebunden und nicht-substanzgebunden)  (ICD-10: F1x, F55, F63),
- Schizophrenie und wahnhafte Störungen (ICD-10: F2x).

In der Behandlung von Kindern und Jugendlichen benannte der Wissenschaftliche Beirat Psychotherapie darüber hinaus folgende Anwendungsbereiche als anerkannt:
- Affektive Störungen (ICD-10: F30 bis F39) und Belastungsstörungen (ICD-10: F43),
- Essstörungen (ICD-10: F50) und andere Verhaltensauffälligkeiten mit körperlichen Störungen (ICD-10: F5x),
- Verhaltensstörungen (ICD-10: F90 bis F92, F94, F98) mit Beginn in der Kindheit und Jugend sowie Tic-Störungen (ICD-10: F95),
- Persönlichkeits- und Verhaltensstörungen (ICD-10: F60, F62, F68 bis F69), Störungen der Impulskontrolle (ICD-10: F63), Störungen der Geschlechtsidentität und Sexualstörungen (ICD-10: F64 bis F66), Abhängigkeit und Missbrauch (ICD-10: F1x, F55), Schizophrenie und wahnhafte Störungen (ICD-10: F20 – F29).

Im November 2018 hat der Gemeinsame Bundesausschuss (G-BA) den Nutzen in fünf Störungsbereichen als ausreichend belegt anerkannt. Im November 2019 wurde die Systemische Therapie (für Erwachsene) durch Beschluss des G-BA als viertes „Richtlinienverfahren“ in die Psychotherapie-Richtlinie aufgenommen und steht damit künftig als Leistung der gesetzlichen Krankenversicherung (GKV) zur Verfügung. Systemische Therapie für Kinder- und Jugendliche wurde im Januar 2024 in den Leistungskatalog der Kassen aufgenommen.

## Kritik
2017 hat das Institut für Qualität und Wirtschaftlichkeit im Gesundheitswesen (IQWiG) eine umfassende Analyse der vorhandenen Studien über den Nutzen der Systemischen Therapie veröffentlicht. Hiernach gab es nur in fünf Störungsbereichen verwertbare Daten zum Endpunkt allgemeines und soziales Funktionsniveau. Nur in vier Störungsbereichen gab es verwertbare Daten zu den Endpunkten Mortalität und gesundheitsbezogene Lebensqualität. In keinem Störungsbereich gab es verwertbare Daten zum Endpunkt unerwünschte Ereignisse, sodass eine
Gesamtabwägung zum Nutzen und Schaden nicht möglich war.
Im Störungsbereich Schizophrenie und affektive psychotische Störungen gab es beispielsweise einen Hinweis auf einen Nutzen der systemischen Therapie bei erwachsenen Patienten mit Schizophrenie und affektiven psychotischen Störungen im Vergleich zu keiner Zusatzbehandlung. Im Vergleich der Systemischen Therapie gegenüber einer Beratung und Informationsvermittlung gab es jedoch keine Anhaltspunkte für einen zusätzlichen Nutzen der Systemischen Therapie.